# Austrohormius punctatus
Austrohormius punctatus är en stekelart som beskrevs av Van Achterberg 1995. Austrohormius punctatus ingår i släktet Austrohormius och familjen bracksteklar. Inga underarter finns listade.